# Россия и ООН
Отношения Российской Федерации и ООН были унаследованы после распада СССР в 1991 году. Следует упомянуть, что наряду с Москвой (МИД СССР) в ООН с 24 октября 1945 года были также представлены МИД Белоруссии (Минск) и МИД Украины (Киев). Нереализованным до 1992 года оставался проект вхождения в Генеральную Ассамблею ООН остальных республик Советского Союза.
Преемственность была поддержана бывшими членами СССР и не вызывала возражений со стороны членов ООН; на Россию приходилось около половины экономики СССР и большая часть его населения и суши; кроме того, история Советского Союза началась в России. Если бы среди бывших советских республик должен был быть преемник советского места в Совете Безопасности, эти факторы сделали бы Россию логичным выбором. Тем не менее, из-за довольно негибкой формулировки Устава Организации Объединённых Наций и отсутствия в нём положения о правопреемстве, техническая законность правопреемства была поставлена под сомнение некоторыми юристами-международниками. 
После вторжения России на Украину в 2022 году появились призывы к ограничению влияния РФ на структуры ООН, которые были проигнорированы большинством стран.

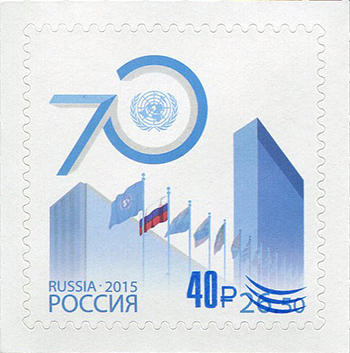
Марка «70 лет деятельности ООН в России» с надпечаткой.

## Получение Россией места СССР в Совете Безопасности ООН
21 декабря 1991 года, одиннадцать из двенадцати членов Содружества Независимых Государств подписали декларацию, согласившись, что «государства-члены Содружества поддерживают Россию в принятии вместо СССР членства в ООН, включая постоянное членство в Совете Безопасности». За день до отставки президента СССР Михаила Горбачёва посол Ю. Воронцов передал Генеральному секретарю ООН Хавьеру Пересу де Куэльяру письмо Президента Российской Федерации Бориса Ельцина, в котором говорилось, что:

Членство Союза Советских Социалистических Республик в Организации Объединённых Наций, включая Совет Безопасности и все другие органы и организации системы Организации Объединённых Наций, продолжается Российской Федерацией (РСФСР) при поддержке стран Содружества Независимых Государств. В этой связи прошу использовать в Организации Объединённых Наций название "Российская Федерация" вместо названия "Союз Советских Социалистических Республик". Российская Федерация сохраняет полную ответственность за все права и обязательства СССР по Уставу Организации Объединённых Наций, включая финансовые обязательства. Прошу Вас рассматривать настоящее письмо как подтверждение полномочий представлять Российскую Федерацию в органах Организации Объединённых Наций для всех лиц, обладающих в настоящее время полномочиями представителей СССР при Организации Объединённых Наций.
Генеральный секретарь распространил эту просьбу среди членов ООН. Поскольку возражений не последовало, Российская Федерация, в нарушении  пункта 1, статьи 23 Устава ООН, заняла место СССР, а Борис Ельцин лично занял место Российской Федерации на заседании Совета Безопасности 31 января 1992 года.

### Законность
Законность правопреемства была поставлена под сомнение юристом-международником Иегудой Цви Блюмом, который сказал, что «с распадом самого Советского Союза его членство в ООН должно было автоматически прекратиться, и Россия должна была быть принята в члены таким же образом, как и другие новые независимые республики (за исключением Беларуси и Украины)». Ликвидация советского (а впоследствии и российского) членства в Совете Безопасности ООН привела бы к конституционному кризису для ООН, и, возможно, именно поэтому Генеральный секретарь ООН и его члены не возражали. Этой ситуации можно было бы избежать, если бы все другие страны, кроме России, вышли из состава СССР, позволив СССР продолжать существовать как юридическое лицо.
Простое изменение названия, с СССР на Российскую Федерацию, не помешало бы России стать преемницей СССР. Заир сменил своё название на Демократическую Республику Конго и сохранил своё место в ООН. Смена системы правления в СССР также не помешала бы наследованию; Египет и многие другие страны совершили переход от монархии к республике, не ставя под угрозу свои позиции в международных организациях. Однако Блюм утверждает, что ключевое различие между этими ситуациями заключается в том, что Советский Союз был прекращён как юридическое лицо. 11 бывших государств-членов, поддержавших передачу места России, также заявили, что «с образованием Содружества Независимых Государств Союз Советских Социалистических Республик прекращает своё существование». Плохо определённые правила правопреемства государств делают правовую ситуацию неясной.
Профессор Рейн Мюллерсон пришёл к выводу, что правопреемство было законным, выделив три причины: «Во-первых, после распада, Россия по-прежнему остаётся одним из крупнейших государств в мире географически и демографически. Во-вторых, Советская Россия после 1917 года и особенно Советский Союз после 1922 года рассматривались как продолжение того же государства, которое существовало при Российской империи. Это объективные факторы, свидетельствующие о том, что Россия является продолжением Советского Союза. Третья причина, формирующая субъективный фактор, — это поведение государства и признание преемственности третьими государствами».
Венская конвенция о правопреемстве государств в отношении договоров не была фактором правопреемства, поскольку она вступила в силу только в 1996 году.

### Последствия для ООН
Переходный период привёл к активизации дебатов по вопросу об актуальности системы Совета Безопасности 1945 года, в которой доминировали пять постоянных членов, для нынешней ситуации в мире. Россияне за рубежом отмечают, что Россия «лишь в два раза меньше бывшей советской экономики»; таким образом, переходный период ознаменовал значительные изменения в организации, осуществляющей это постоянное представительство. Мохаммед Сид-Ахмед отметил, что «одна из пяти держав, пользующихся прерогативами вето в Совете Безопасности, претерпела фундаментальное изменение идентичности. Когда Советский Союз стал Россией, его статус изменился с статуса сверхдержавы во главе коммунистического лагеря на статус общества, стремящегося стать частью капиталистического мира. Постоянное членство России в Совете Безопасности больше не считается само собой разумеющимся. Глобальной идеологической борьбы, которая так долго доминировала на международной арене, больше нет, и новые реалии должны быть воплощены в другой набор глобальных институтов».
В годы, последовавшие за распадом Советского Союза, резко возросло число предложений о реформе Совета Безопасности. В 2005 году в докладе Кофи Аннана «При большей свободе» предлагалось как можно скорее завершить подготовку мер по увеличению числа постоянных мест. Кампании по отмене права вето также получили поддержку, хотя их принятие маловероятно в ближайшем будущем, поскольку для этого потребуется согласие Пяти постоянных членов.
Глобальный политический форум располагает несколькими заявлениями Постоянной пятёрки, в которых приводятся аргументы в пользу того, почему нынешняя система должна быть сохранена. Россия, например, заявляет, что право вето необходимо для «сбалансированных и устойчивых решений». Тем не менее, Россия использовала своё право вето по вопросам, касающимся конфликтов, в которых она непосредственно участвует, как это сделали другие постоянные члены. Это прямо нарушает статьи 27 и 52 Устава ООН и парализует Систему ООН в целом, подрывая её цели, изложенные в статье 1, и в равной степени цели Совета Безопасности, изложенные в статьях 24 и 25. Например, в начале российского вторжения в Украину в 2022 году проект резолюции S/2022/155, осуждающий вторжение и вновь заявляющий о суверенитете Украины, был ветирован Российской Федерацией 25 февраля 2022 года, в то время как Россия была председателем Совета Безопасности, что подрывало возможности Совета в отношении этой ситуации.

## Вторжение России на Украину
24 февраля 2022 года Россия вторглась на Украину. Генеральная ассамблея ООН приняла в 2022 году подавляющим большинством голосов резолюции, осуждающие вторжение (ES-11/1, ES-11/2, ES-11/3, ES-11/4, ES-11/5). 7 апреля 2022 года Генеральная Ассамблея ООН, по предложению Украины и 58 соавторов резолюции, приостановила членство России в Совете ООН по правам человека.

### Призывы к приостановке членства или исключению России из структур ООН
После того как Россия вторглась на Украину 24 февраля 2022 года, некоторые члены Конгресса США и президент Украины Владимир Зеленский призвали к исключению России из СБ ООН. Украинские дипломаты мотивируют свою инициативу агрессией России, что нарушает Устав ООН, а также тем, что после распада Советского Союза Российская Федерация не была должным образом принята в ООН, как это было сделано, например, в случае Украины. 
К приостановке членства России в СБ ООН в сентябре 2022 года призвал глава Евросовета Шарль Мишель. По его мнению, «когда постоянный член СБ ООН начинает неспровоцированную и ничем не оправданную войну, войну, осуждённую Генеральной Ассамблеей ООН, — приостановка его членства в Совбезе ООН должна быть автоматической». Он также призвал к разработке механизма такой приостановки для членов СБ, признав при этом, что «на данный момент это невозможно, это приведёт в тупик сам концепт безопасности ООН».
В декабре 2022 года министр иностранных дел Украины Дмитрий Кулеба  во время выступления в ООН призвал исключить Россию из ООН в целом. По его мнению, отсутствие России в Уставе ООН означает, что она должна пройти процедуру вступления в ООН «с нуля».